# Закон об оружии в Уругвае
Уругвайское законодательство допускает хранение огнестрельного оружия на основе обязательной выдачи. Имея примерно 35 единиц гражданского огнестрельного оружия на 100 человек, Уругвай является 8 наиболее вооруженной страной в мире и самой вооруженной в Латинской Америке.

## Действующее законодательство

### Лицензирование
Владение огнестрельным оружием в Уругвае требует наличия карты THATA («Разрешение на приобретение и владение огнестрельным оружием»). Для этого претендент должен предоставить:
- Ксерокопию удостоверения личности;
- Проверку на судимость;
- Медицинский сертификат пригодности;
- Доказательство наличия зарплаты или финансов;
- Свидетельство о пригодности базовых знаний по безопасности и обращению с огнестрельным оружием (только для первых заявителей).

Минимальный возраст — 18 лет. В соответствии с Постановлением № 177/013 органы власти не могут требовать каких-либо дополнительных условий, которые должны быть выполнены для получения лицензии, за исключением предусмотренных законом.
Лицензия на огнестрельное оружие должна продлеваться каждые три года, и владелец лицензии может владеть до трех единиц огнестрельного оружия — полиция может выдать разрешение на приобретение большего количества.

### Разрешенное оружие
Гражданским лицам разрешается иметь пистолеты калибром 9 мм и менее, револьверы, винтовки, за исключением тех, с которыми они имеют .50 патронов BMG или больше. Оружие, изготовленное до 1890 года, калибром менее 10 мм и револьверы Lefaucheux M1858 любого калибра допускаются без разрешения.

### Ношение огнестрельного оружия
Ношение огнестрельного оружия требует специального разрешения на ношение, выданного полицией. Заявитель должен представить вескую причину, особенно доказательство угрозы для своей жизни. Разрешение на ношение выдается по усмотрению полиции. Закон разрешает ношение одного пистолета только в скрытом виде. Запрещается ношение оружия во время публичных мероприятий, демонстраций, кабаре, публичных танцев на избирательных участках и в барах с алкоголем. Каждый раз, когда лицензия продлевается, заявитель должен доказать, что предыдущая причина все еще действительна.

## Владение огнестрельным оружием
По состоянию на 2018 год в Уругвае зарегистрировано 604 271 (или 18 на 100 человек) огнестрельное оружие, включая револьверы (36,65%), винтовки (23,5%), пистолеты (21,18%), дробовики (18,33%) и мушкеты (0,33%). По оценкам Обзора стрелкового оружия, в Уругвае насчитывается около 600 000 незаконных единиц оружия.

## Внешние ссылки
- Decreto N° 377/016 (исп.). 15 августа 2014.